# Chi m'ha visto
Chi m'ha visto è un film commedia del 2017 diretto da Alessandro Pondi, con protagonisti Pierfrancesco Favino e Giuseppe Fiorello.

## Trama
Martino Piccione è un talentuoso musicista pugliese che lavora come chitarrista per i più famosi cantanti italiani e internazionali, ma sempre all'ombra dei riflettori. Stanco dalle mancate attenzioni da parte dei media, il musicista decide di tornare nel suo paese natale, ma anche lì la situazione non è migliore: tutti lo deridono per la sua professione, considerata più un hobby che un lavoro serio e in più scopre che la sua ragazza lo ha freddamente mollato per un altro. Ossessionato dalla conquista della fama, decide di sparire per attirare su di sé l'attenzione dei media, aiutato nell'impresa dal suo amico Peppino Quaglia, l'unico in paese che, pur non essendo molto sveglio, lo rispetta per ciò che è.

## Distribuzione
La pellicola è uscita nelle sale cinematografiche il 28 settembre 2017, distribuita dalla 01 Distribution.

## Accoglienza
Il film ha incassato nelle prime due settimane di programmazione 1,2 milioni di euro, di cui 491.000 euro nel primo weekend.